# Jacob Trøst
Jacob Trøst (født 10. oktober 1972 i Århus) er en dansk politiker som repræsenterer Det Konservative Folkeparti. Han har været borgmester i Bornholms Regionskommune siden 1. januar 2022.

## Erhverv
Jacob Trøst har været ansat i politiet siden omkring 1996. Han blev ansat som politikommissær ved Bornholms Politi og flyttede til Bornholm i 2020.

## Familie og bopæl
Jacob Trøst bor i Klemensker.. Han er født i Århus, men familien flyttede til Sjælland da han var et år gammel. Han har boet hovedparten af sit liv i Holbæk. Han fik et halvårligt vikariat på Bornholm i 2017 og flyttede fast til Bornholm i 2020. Trøst har aldrig været gift og har ingen børn.

## Politisk karriere
Jacob Trøst var næstformand for Det Konservative Folkepartis partiforening i Holbæk før han flyttede til Bornholm. Han blev i januar 2021 udpeget af bestyrelsen for de Konservative på Bornholm til at være partiets spidskandidat til kommunalvalget 2021. Han blev senere ny formand for Det Konservative Folkeparti på Bornholm.
Ved kommunalvalget 2021 gik de Konservative fra nul til tre mandater i byrådet, mens Enhedslisten blev det største parti med 7 mandater. Efter valget indgik Konservative, Enhedslisten, Dansk Folkeparti (4 mandater) og Kristendemokraterne (1 mandat) en konstitueringsaftale som gjorde Jacob Trøst til borgmester, mens Morten Riis fra Enhedslisten fortsatte som viceborgmester.